# I tre maghi della truffa
I tre maghi della truffa (Fiddlers Three) è l'ultima opera teatrale di Agatha Christie, portata al debutto a Bristol nel 1971. 
A differenza della gran parte delle opere teatrali dell'autrice, I tre maghi della truffa non segue il tipico schema del giallo classico, ma è una commedia nera. Anch'essa presenta, comunque, gli elementi della suspense e del colpo di scena.

## Trama
Per mettere le mani su una fetta maggiore di eredità di un miliardario morto, tre giovani ne nascondono il corpo. Tuttavia, la situazione per loro si complica quando scoprono che l'uomo non è morto di cause naturali, ma è la vittima di un omicidio.

## Storia delle rappresentazioni
La commedia, originariamente intitolata Fiddlers Five, ebbe la sua prima a Bristol nel 1971 prima di imbarcarsi in una breve tournée britannica. Per quanto la Christie fosse soddisfatta del suo lavoro, la figlia Rosalind Hicks tentò di dissuaderla dal portarla in scena, temendo che la pièce non fosse all'altezza del resto della produzione teatrale della madre.
Dopo la prima e il tiepido ricevimento da parte di pubblico e critica, Christie revisionò il testo seguendo i consigli del regista Allan Davis, accorpando due personaggi in un unico personaggio e rivedendo anche alcuni elementi del testo. La nuova versione del testo ebbe la sua prima all'Yvonne Arnaud Theatre di Guildford nel 1972, ma ancora una volta non ottenne il successo sperato. L'opera fu portata in tour nelle province inglesi, ma non fu mai proposta sulle scene del West End londinese.